# Biserica de lemn din Corbești

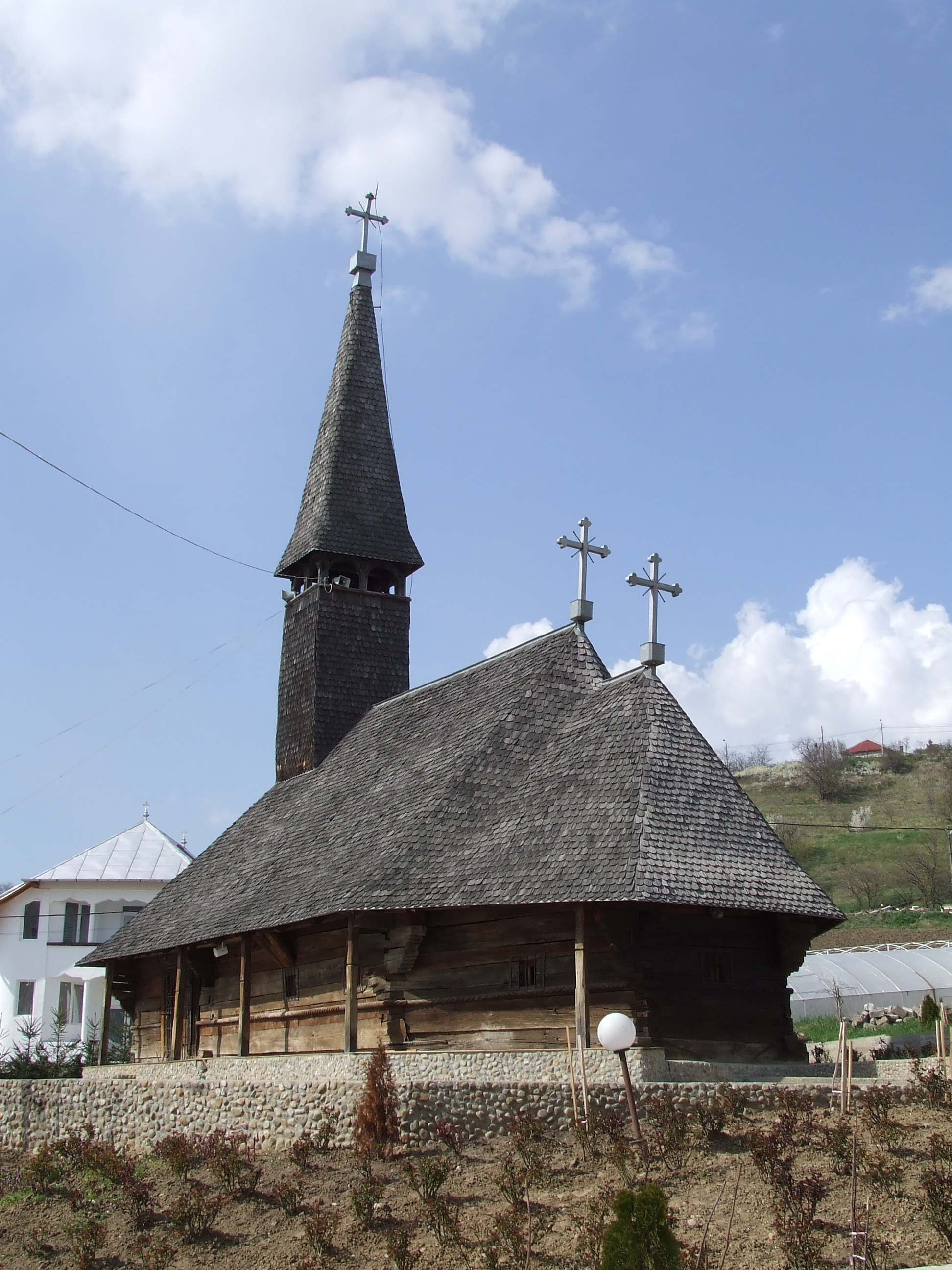
Biserica de lemn din Corbeşti, mutată la Oradea

Biserica de lemn din Corbești se află în Oradea, județul Bihor în cadrul mănăstirii ortodoxe a Sfintei Cruci. A fost prima biserică a mănăstirii înființată în anul 1992. Biserica de lemn din Corbești a fost mutată în anul 1994 fiind salvată astfel de la distrugere. Construită la începutul secolului al XVII-lea, biserica se află pe noua listă a monumentelor istorice sub codul LMI:  BH-II-m-B-01047. Are hramul "Sfinții Arhangheli Mihail și Gavriil".
Biserica este unică în Transilvania datorită picturii sale exterioare, care face legătura spirituală cu bisericile pictate din Nordul Moldovei, obicei pierdut, nu la mult timp, după moartea lui  Ștefan cel Mare.

## Mănăstirea Sfintei Cruci
Mănăstirea ortodoxă de maici a fost înființată în anul 1992 din inițiativa stareței Mina Bădilă și cu binecuvântarea lui Vasile Coman, episcopul ortodox de atunci al Oradiei.
În incinta mănăstirii, în anul 1994, s-a pus piatra de temelie a bisericii principale purtând hramul „Adormirea Maicii Domnului”.
Mănăstirea deține un atelier de pictat icoane, unul de croitorie și încă unul de broderie.
În anul 2013, mănăstirea avea 75 maici.